# Shahrestān di Sirik
Lo shahrestān di Sirik (farsi شهرستان سیریک) è uno dei 13 shahrestān della provincia di Hormozgan, il capoluogo è Sirik. Lo shahrestān è suddiviso in 2 circoscrizioni (bakhsh): 
- Centrale
- Bemani